# Julien Sorel
Pour les articles homonymes, voir Sorel.
Julien Sorel est le héros du roman Le Rouge et le Noir de Stendhal, paru en 1830. Dans ses premières versions, l'œuvre devait porter pour titre son seul prénom.

## Parcours
Il naît à Verrières, petite ville du Doubs, mais cette ville est imaginaire et plus généralement ces indications géographiques n'ont aucun caractère réaliste. Fils d’un charpentier, méprisé par son père et ses frères pour sa faiblesse physique (« sa taille mince, peu propre aux travaux de force, et si différente de celle de ses aînés ») et son goût des livres, il se passionne pour Napoléon. Le curé du village, l'abbé Chélan, lui enseigne le latin, ce qui lui permet de devenir précepteur des enfants du maire des Verrières, M. de Rênal. Il entreprend ainsi son ascension sociale en sortant de sa condition d'enfant du peuple mais en étant confronté aux classes dominantes de la province au moment de la Restauration. Il est à la fois domestique, comme le Rousseau des Confessions, et en ascension vers un statut de clerc, rêvant plus tard d'accéder au pouvoir social par le Rouge de l'uniforme militaire ou par le Noir du clergé.
Ce personnage de roman fait un autre apprentissage : celui de la séduction, qui renvoie aussi au jeune Rousseau et à sa rencontre avec Mme de Warens, sensiblement plus âgée que lui. Julien rejette les avances de la servante et choisit le défi social de la conquête de la douce et fragile Mme de Rênal. Sa fougue romantique le mènera au succès sans que Stendhal approfondisse exactement ses sentiments pour Mme de Rênal dont l'amour pour le jeune homme est plus clair. Cependant la scène, au début du roman, où Julien s'impose l'enjeu de saisir la main de Mme de Rênal à la faveur du soir, montre très clairement la psychologie du jeune homme. La scène de séduction est décrite, au travers de l'ironie stendhalienne, comme une scène de combat : « Au moment précis où dix heures sonneront, j'exécuterai ce que, pendant toute la journée, je me suis promis de faire ce soir, ou je monterai chez moi me brûler la cervelle ». Chez Julien, grand admirateur de Napoléon, aucune décision ne se justifie sans l'idée de combat. Sa fierté s'explique par l'idéal guerrier qui transparaît ici : tout le roman se justifie d'après ce choix initial.
Contraint par la morale sociale, il quitte sans grand tourment les Verrières et Mme de Rênal effondrée. Il passe par le séminaire de Besançon et découvre les conflits de pouvoir dans le clergé avant de trouver une voie prometteuse en devenant, à Paris, le secrétaire du marquis de La Mole. Son intelligence et sa mémoire prodigieuse le mènent à de grands succès, tant dans les salons aristocratiques de Paris qu'en mission diplomatique à l'étranger. Mais peu à peu se noue un amour conflictuel avec l'orgueilleuse fille du marquis, Mathilde de La Mole qui est très amoureuse de Julien. Pour Julien, Mathilde est désirable parce que les autres la désirent. C'est le rang social de Mathilde qui pousse le jeune homme à accepter cette liaison. Mais celle-ci tombe enceinte : pour éviter le déshonneur, le marquis lègue une somme importante à Julien, qu'il fait lieutenant des hussards et fait anoblir sous le nom de Julien Sorel de La Vernaye. Mais le nouvel officier laisse basculer sa vie quand il tente de tuer, dans l'église des Verrières, Mme de Rênal que son confesseur a contrainte à dénoncer l'immoralisme du jeune homme au marquis.
Mme de Rênal rend visite à Julien à la prison de Besançon. Cette entrevue réveille leur passion commune au détriment de Mathilde. Julien se préoccupe également de dénoncer la justice de classes de ses juges, et se drape dans une attitude de Révolutionnaire condamné pour son audace sociale, et non pour sa tentative d'assassinat. Il refuse de demander sa grâce et meurt dignement sur l'échafaud. Même au dernier instant, il définit sa mort comme la conséquence de son combat — comme s'il maîtrisait sa vie jusqu'au bout. Mathilde, imitant son ancêtre, fait de sa tête coupée l'objet d'un culte « romantique » et Mme de Rênal meurt trois jours plus tard.

## Description
Au début du roman (chapitre IV), Julien est décrit en ces mots :

« C’était un petit jeune homme de dix-huit à dix-neuf ans, faible en apparence, avec des traits irréguliers, mais délicats, et un nez aquilin. De grands yeux noirs, qui, dans les moments tranquilles, annonçaient de la réflexion et du feu, étaient animés en cet instant de l’expression de la haine la plus féroce. Des cheveux châtain foncé, plantés fort bas, lui donnaient un petit front, et dans les moments de colère, un air méchant. Parmi les innombrables variétés de la physionomie humaine, il n’en est peut-être point qui se soit distinguée par une spécialité plus saisissante. Une taille svelte et bien prise annonçait plus de légèreté que de vigueur. Dès sa première jeunesse, son air extrêmement pensif et sa grande pâleur avaient donné l’idée à son père qu’il ne vivrait pas, ou qu’il vivrait pour être une charge à sa famille. Objet des mépris de tous à maison, il haïssait ses frères et son père ; dans les jeux du dimanche, sur la place publique, il était toujours battu. »

Ses lectures favorites sont
Les Confessions de Jean-Jacques Rousseau,
Le Mémorial de Sainte-Hélène d'Emmanuel de Las Cases
et les Bulletins de la Grande Armée.

## Les sources du personnage

### Antoine Berthet
La source la plus évidente est Antoine Berthet, le protagoniste scandaleux d'un fait divers criminel dont l'histoire sert de trame générale au roman de Stendhal.
Sous Charles X, Antoine Berthet, fils de maréchal-ferrant, ambitionnant une ascension sociale rapide, passe d'abord par le séminaire avant de devenir le précepteur des enfants du maire de la petite ville de Brangues en Isère (non loin du lieu de résidence de la famille Beyle). Il a une liaison avec la mère de ses élèves, Mme Michoud de la Tour, mais l'abandonne pour séduire une jeune héritière en se mettant dans les bonnes grâces du père, le comte de Cordon. Congédié et, pense-t-il, dénoncé dans ses agissements sans scrupule par son ancienne maîtresse, il tente de l'assassiner, le 22 juillet 1827, lors d'un office religieux, à coups de pistolet avant d'essayer de se suicider : elle ne sera que blessée et lui aussi. Il sera condamné en cour d'assises à Grenoble et exécuté le 23 février 1828. Ce fait divers dramatique marquera la mémoire locale par ses composantes sociales (le fils du peuple qui porte atteinte à la femme d'un notable), religieuses (l'ancien séminariste devenu assassin en pleine messe) et morales (attenter à la vie d'une femme, qui plus est mère de famille). Le scandale fut tel que l'église de Brangues fut rasée et reconstruite, sur ordre de M. Michoud de la Tour. La presse en rendra longuement compte, en particulier la Gazette des Tribunaux de Grenoble que lira Stendhal, peut-être chez sa sœur à proximité de Brangues : les antipathies d'Henri Beyle pour la ville et la société de sa région natale trouveront là un point de départ indiscutable pour son roman.

### Adrien Laffargue
Les historiens de la littérature proposent aussi une source voisine, celle d'Adrien Laffargue, ouvrier ébéniste de Bagnères-de-Bigorre, commune aujourd'hui située dans les Hautes-Pyrénées, séduit puis rejeté par une femme mariée, Thérèse Loncan. Par dépit il la tue de deux coups de pistolet ; jugé aux assises, il est condamné le 21 mars 1829 à cinq ans de prison, le tribunal lui ayant reconnu des circonstances atténuantes. Stendhal fait lui-même semble-t-il référence à cette affaire dans Promenades dans Rome mais la piste reste pauvre, le fait divers demeurant quelque peu banal.

### Claude-Marie Guyétand
Au-delà du fait divers criminel, on a pu chercher une approche complémentaire en étudiant le parcours typique de beaucoup d'autres jeunes gens de l'époque de Stendhal qui rêvent d'ascension sociale et rejoignent la capitale et ses miroitements divers. Un rapprochement a été fait entre Julien Sorel et le cas particulier de Claude-Marie Guyétand qui eut quelque célébrité à la fin du XVIIIe siècle avec son poème satirique Le Génie vengé. Né en 1748 de parents serfs de l'abbaye de Saint-Claude dans le Haut-Jura, il passera par le séminaire de Besançon avant de devenir à Paris le secrétaire du marquis de Villette dont il accompagnera les ambitions politiques progressistes au début de la Révolution en revendiquant régulièrement son origine sociale populaire, notamment lors de l'abolition du servage en France qui n'interviendra que dans la nuit du 4 août 1789. Cette piste permet d'éclairer le choix de la Franche-Comté comme cadre de la première partie du Rouge et le Noir et la prise de position révolutionnaire tardive de Julien Sorel devant ses juges. Henri Beyle (futur Stendhal) a pu connaître, au moins indirectement, lors de son installation dans la capitale de 1802 à 1805, le poète jurassien qui continuait ses publications encore au début du XIXe siècle en étant employé (en demi solde pour raison de maladie) au Ministère des Relations Extérieures alors que Stendhal, qui occupait lui aussi des fonctions dans l'administration, ambitionnait la publication de ses premiers textes et fréquentait les milieux littéraires. Son attention pour celui qui se revendiquait comme « le Serf du Mont-Jura » a pu également se nourrir du souvenir de sa traversée du Jura après son engagement dans l'armée de réserve lors de la campagne d'Italie en 1800 durant laquelle son régiment a dû passer par Dijon, Lons-le-Saunier, puis Saint-Claude pour atteindre Genève avant de traverser les Alpes au Grand-Saint-Bernard.

### La piste autobiographique
Elle est, elle aussi, à considérer favorablement : Julien et Henri sont tous les deux orphelins de mère et Julien, encore à demi-enfant, a une liaison vaguement incestueuse avec Mme de Rênal, mère de famille attentionnée et donc maîtresse – au double sens du mot - du précepteur de ses enfants, ce qui peut renvoyer si l'on suit les psychanalystes à l'attachement très fort que Stendhal a gardé pour sa mère disparue. S'y ajoutent la haine du père tyrannique, l'admiration pour les Lumières et le respect pour Napoléon dont Stendhal ne se départira pas. Complétons par d'autres traits communs à l'auteur et au personnage : la même antipathie pour la bourgeoisie arriviste, la même condamnation des pratiques cléricales et la montée classique à Paris du jeune provincial qui recherche vie aventureuse et vie sociale dans la capitale. Stendhal qui fréquenta l'Hôtel de Castries en fait ici dans le Rouge et le Noir, ainsi que cinq ans plus tard en 1835 dans la Vie de Henry Brulard une description très précise.

### Jenrel, le double de Julien Sorel
Julien Sorel rapproche lui-même son nom de celui de Louis Jenrel, criminel dont un extrait de journal évoque l’exécution (livre premier, fin du ch.V : « Pauvre malheureux, son nom finit comme le mien… ») y percevant la préfiguration de son destin tragique. La proximité entre les deux noms est encore soulignée par l'exacte anagramme que constitue Louis Jenrel/Julien Sorel.

### Le nom Sorel
Il a été relié assez facilement au mot italien (langue chère à Stendhal) sorella qui signifie « sœur » et l'auteur insiste plusieurs fois dans le roman sur la délicatesse et la féminité de Julien (par exemple : « Elle trouvait l'air timide d'une jeune fille à ce fatal précepteur » Livre Premier ch. VI ), totalement opposée à la grossièreté de ses frères qui le méprisent. Julien Sorel serait la petite sœur, le vilain petit canard qui doit prouver sans cesse sa virilité, à lui-même et aux autres. Les assauts qu'il livre et la référence à Danton (Livre second, ch. XII et ch. XLII) vont assez clairement dans ce sens. Le nom de Sorel est bien sûr partagé par son père et ses frères, mais ils sont accessoires dans le roman. Françoise Paul-Lévy questionne par ailleurs longuement les origines de Julien: enfant trouvé, enfant adultérin de père noble…

### Le prénom Julien

Julien de Medicis

Le titre initial du roman était tout simplement Julien et donc le choix de ce prénom a été questionné lui aussi : la piste là encore serait italienne. Pour Stendhal, passionnément ému par Florence, ce prénom de Julien renvoyait sûrement (parmi d’autres échos) à Julien de Médicis, le frère de Laurent le Magnifique, assassiné dans la cathédrale de Florence en 1478 par les hommes de main des Pazzi alors que son frère le duc échappait par miracle à la même mort. Les portraits posthumes de Botticelli représentent Julien, « prince de la jeunesse », avec les yeux clos des masques funéraires auxquels font écho ceux que Mathilde de la Mole fait « sculpter à grands frais en Italie » et que Stendhal mentionne en une ligne révélatrice à la toute fin du roman. Le rapprochement des détails physiques entre les tableaux de Botticelli et les notations de Stendhal est également assez frappant : « Des traits irréguliers, mais délicats, et un nez aquilin. De grands yeux noirs […]. Des cheveux châtain foncé, plantés fort bas, lui donnaient un petit front… […] Son air extrêmement pensif et sa grande pâleur… »
La proximité remarquable des Julien, fragiles cadets de famille, culmine dans cette destinée romantique qui bascule en pleine jeunesse par un meurtre dans la cathédrale : Julien de Médicis est mort à 25 ans et Julien Sorel évoque sa mort, qu'il a en fait recherchée, en disant au ch. XLIV : « Ainsi moi, je mourrai à vingt-trois ans ». On a ajouté pour consolider le rapprochement que Mme de Rênal a également quelque chose des figures féminines de Botticelli et que la passion amoureuse des femmes du roman renvoie explicitement aux siècles de la Renaissance. C'est une piste raisonnablement stendhalienne… Citons en complément quelques lignes éclairantes du Laurent le Magnifique de Jack Lang : « Tout cela incite à penser, avec Machiavel, que le frère de Laurent incarne la figure du « mauvais archer » en politique. Faute d'ambition dans les fins, il ne sait atteindre la cible qu'il vise, et se trouve donc incapable de forcer la « fortune », comme un enfant doué qui manquerait de résolution et de constance ».
Jean-Louis Cornille insiste quant à lui sur le lien avec saint Julien l'hospitalier qu'avait repéré en son temps Gustave Flaubert écrivant sa Légende de Saint Julien l'Hospitalier, mais il reconnaît que la proximité de Julien Sorel avec Julien l'hospitalier n'est pas probante : « On ne trouve aucun indice chez Stendhal d'un intérêt quelconque pour saint Julien » (page 63)…
Une autre piste pourrait être un autre Julien célèbre : l'empereur éphémère Julien. L'admiration de Stendhal (et de Julien Sorel) pour Napoléon Ier conforte ce rapprochement et on trouve par exemple un article de Jean-Gabriel Peltier publié en 1813 à Londres sur le destin parallèle des deux conquérants au destin de météore.

## Un héros romantique
Julien Sorel apparaît ainsi comme un héros romantique assez bien caractérisé, porté à la fois par la jeunesse, le déclassement, l'ambition et l'orgueil, le sentiment amoureux, l'apprentissage de soi et du monde avant de dresser sa propre statue de rebelle qui accomplit son destin tragique.
Il est par là le frère d'Hernani ou de Ruy Blas et le cousin de Rastignac ou de Lucien de Rubempré qui sont des figures majeures du drame romantique hugolien ou du roman balzacien de la même époque. Mais la complexité du personnage de Stendhal ne se réduit pas à un adjectif et d'autres pistes mériteraient d'être explorées... À commencer par celle du joueur qui, pour une part, joue sa vie sur des coups de roulette, en misant tantôt sur le Rouge, tantôt sur le Noir...

## Interprètes du rôle
Julien Sorel a été incarné dans des studios ou sur scène :
- par Ivan Mosjoukine dans un film de Gennaro Righelli sorti en 1927 ;
- par Gérard Philipe dans un film de Claude Autant-Lara sorti en 1954 ;
- par Robert Etcheverry dans le téléfilm de Pierre Cardinal, 1961, avec Micheline Presle, Marie Laforêt, Jean-Roger Caussimon ;
- par Nikolaï Eremenko dans un téléfilm de Sergueï Guerassimov sorti en 1976 ;
- par Ewan McGregor dans le téléfilm de la BBC réalisé par Ben Bolt, 1993, avec Rachel Weisz et Alice Krige ;
- puis par Kim Rossi Stuart dans un téléfilm réalisé par Jean-Daniel Verhaeghe diffusé sur la chaîne TF1 en 1997, avec Carole Bouquet, Judith Godrèche, Claude Rich, etc.
- par Côme (finaliste de The Voice 2015) dans l'opéra rock Le Rouge et Le Noir ;
- par Damien Zanily dans une adaptation radiophonique de Hélène Bleskine diffusée sur France Culture en 2015.

## Sources et liens externes
- Benjamin Aubry, « Guyétand, épigone de Voltaire ? » dans La Gazette des Délices p. 8) 2004
- « Julien Sorel », Dictionnaire des personnages (Laffont-Bompiani).
- « Julien Sorel et Jean-Jacques Rousseau »
- Julien Sorel et Fabrice del Dongo - héros romantiques ? de Petra Janková, Université d'Ostrava - Faculté des lettres, 1999
- notes de cours
- Stendhal, sociologue d'une certaine lutte des classes - Université de Liège